# Список памятников архитектуры кёльнского городского района Либур
Приводимый список содержит памятники архитектуры, указанные в списке памятников района Кёльн-Либур, округ Кельн-Порц, Северный Рейн-Вестфалия, Германия.
Основой является официальный кёльнский список памятников (22 мая 2015 г., в котором перечислены памятники и монументальные сооружения. Это могут быть, например, сакральные постройки, жилые и фахверковые дома, исторические усадьбы и аристократические постройки, промышленные объекты, придорожные кресты и другие небольшие памятники, а также гробницы и могилы, имеющие особое значение для истории Кёльна. Основанием для включения в официальные списки памятников является Закон о защите памятников земли Северный Рейн-Вестфалия (Denkmalschutzgesetz (Nordrhein-Westfalen)).
Памятники архитектуры списка размещены в соответствии с алфавитным порядком названия улиц Либура.
| Объект                                          | Положение                                                    | Описание | Время постройки            | Время постановки на учёт | Учётный номер | фото |
| ----------------------------------------------- | ------------------------------------------------------------ | --- | -------------------------- | ------------------------ | ------------- | ---- |
| Фермерский комплекс Маргаретенхоф               | Либур Куксгассе 2 карта                                      | | XIX век                    | 20.01.1998               | 8266          |      |
| Жилое здание                                    | Либур Куксгассе 8 карта                                      | | Вторая половина XVIII века | 01.09.1997               | 8153          |      |
| Жилое здание                                    | Либур Куксгассе 9 карта                                      | | XVIII-XIX века             | 22.12.1997               | 8227          |      |
| Придорожный крест                               | Либур Либурер Ландштрассе карта                              | Штомпелер Кройц (Stompeler Kreu) - типичный полевой крест; возведен вместе с посадкой трёх каштанов (памятник природы) | 1906 год                   | 1.07.1980                | 554           |      |
| Жилой дом                                       | Либур Маргаретенштр. 14 карта                                | | XIX век                    | 18.09.1990               | 5693          |      |
| Жилой дом                                       | Либур Маргаретенштр. 21 карта                                | | XVIII век                  | 12.03.1986               | 3499          |      |
| Жилой дом                                       | Либур Пастор-Гутмахер-Штр. 2 карта                           | | XVIII век                  | 8.01.1998                | 8249          |      |
| Церковь Св. Маргариты                           | Либур Пастор-Гутмахер-Штр. 7 карта                           | Трехнефная неоготическая кирпичная базилика. | 1909-1911 гг.              | 19.01.1983               | 1290          |      |
| Жилое здание                                    | Либур Пастор-Гутмахер-Штр. 10 карта                          | | около 1900 г.              | 8.01.1998                | 8250          |      |
| Жилое здание                                    | Либур Пастор-Гутмахер-Штр. 16-20 карта                       | | XVIII век                  | 16.07.1985               | 3045          |      |
| Жилое здание                                    | Либур Пастор-Гутмахер-Штр. 22 карта                          | | 1882 год                   | 11.11.1985               | 3317          |      |
| Святой домик                                    | Либур Пастор-Гутмахер-Штр. 0, у стены старого кладбища карта | | XIX век                    | 1.07.1980                | 562           |      |
| Придорожный крест, называемый крестом Маргариты | Либур Пастор-Гутмахер-Штр. 0 карта                           | | 1874 год                   | 1.07.1980                | 563           |      |
| Придорожный крест                               | Либур Штокумер Вег 0 карта                                   | Мемориальный крест Брёльс (Bröhls Kreuz), посвященный супружеской паре Йодоку Брёлю и Кларе Кюстер; Две голландские липы в качестве сопровождающих деревьев (памятник природы); тщательная скульптурная работа со статуей Богоматери в нише.   | 1882 год                   | 1.07.1980                | 573           |      |
| Придорожный крест                               | Либур Штокумер Вег/Фрайхайт карта                            | Крест Хёльзер (Hölser Kreuz) | 1900 год, цоколь 1787 года | 1.07.1980                | 574           |      |
| Жилое здание                                    | Либур Урбанусштр. 7 карта                                    | | 1-я половина XIX века      | 8.01.1998                | 8258          |      |
| Усадебное сооружение                            | Либур Урбанусштр. 12 карта                                   | | XIX век                    | 14.04.1983               | 1463          |      |
| Придорожный крест                               | Либур Урбанусштрасса, против № 60 карта                      | Крест Урбана (Urbanuskreuz). Основан арендатором усадьбы Липер Хоф (Liper Hof). Посвящается Урбану, покровителю виноградников, вина и виноделов. Первоначальным местоположением была на Боннерштрассе, современное местоположение с 1948 года. | 1729 год                   | 1.07.1980                | 578           |      |

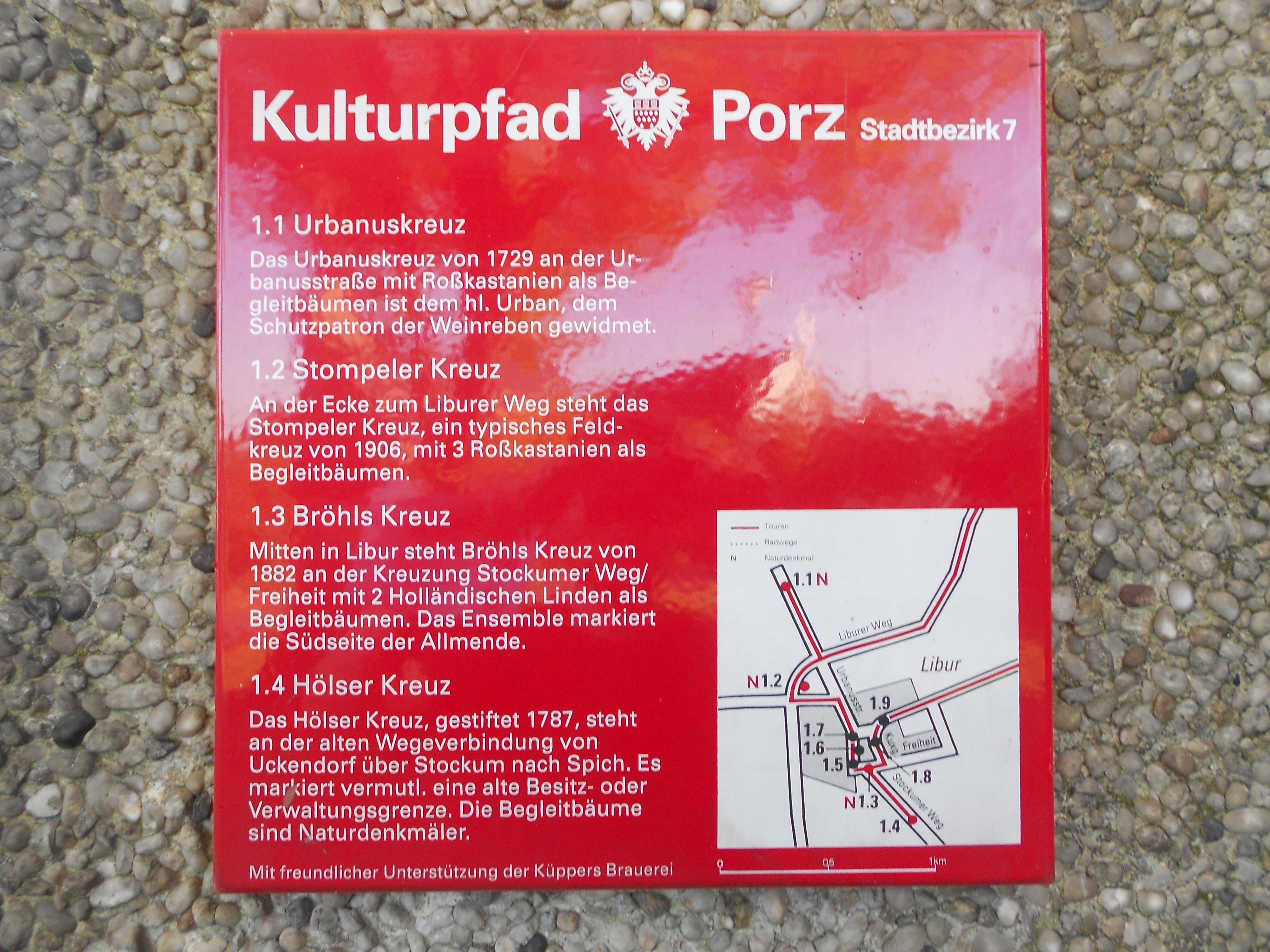
Культурная тропа Либура, объекты 1-4
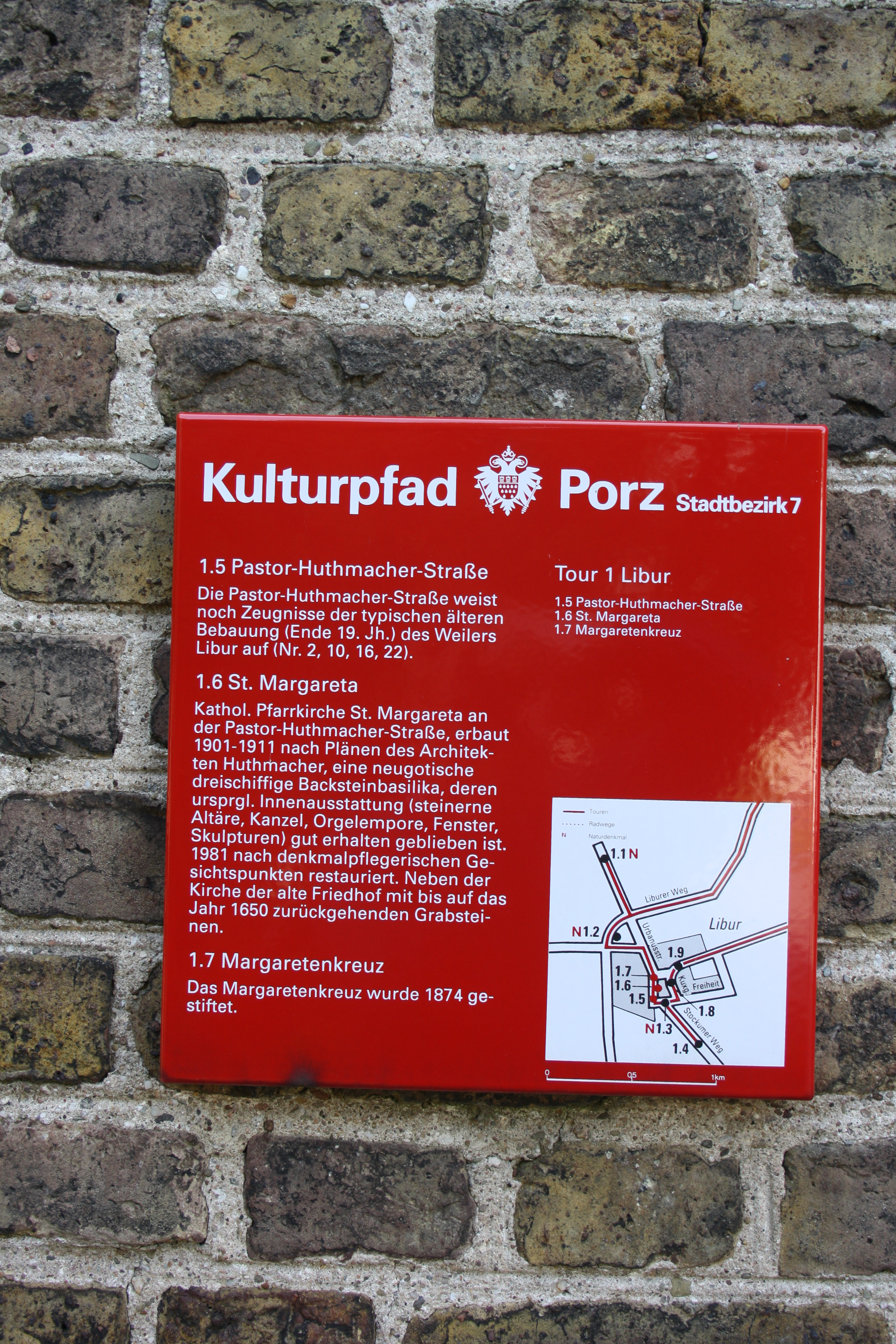
Культурная тропа Либура, объекты 5-7
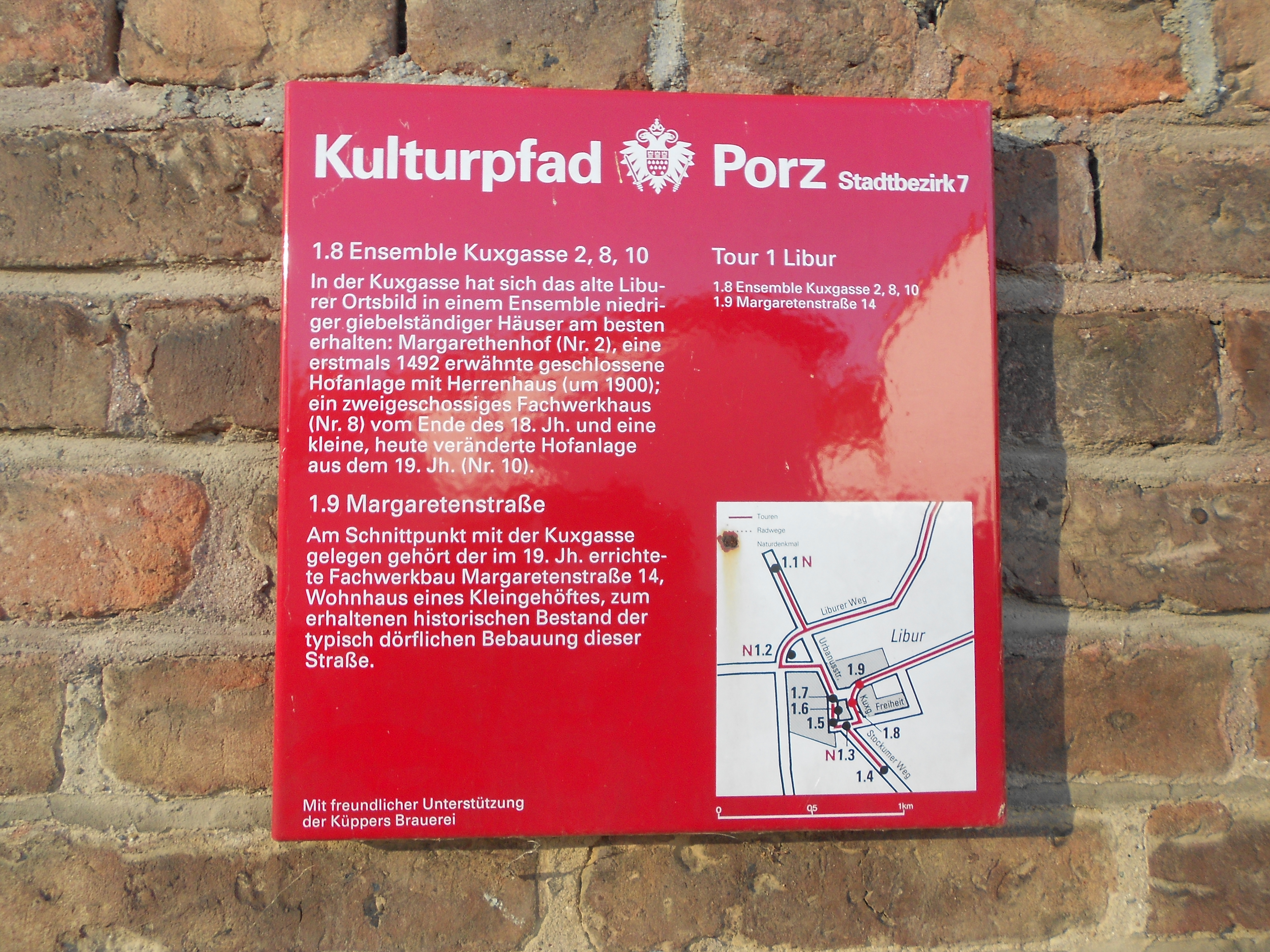
Культурная тропа Либура, объекты 8-9